# حنقلان تونبرغي
حنقلان تونبرغي (الاسم العلمي:Euryops thunbergii) هو نوع من النباتات يتبع جنس الحنقلان من الفصيلة النجمية.